# Neodeta fasciata
Neodeta fasciata är en fjärilsart som beskrevs av W. Warren 1906. Neodeta fasciata ingår i släktet Neodeta och familjen Uraniidae. Inga underarter finns listade i Catalogue of Life.